# 林衍蕙
林衍蕙（Iris Lam Hin Wai，1991年9月18日—），香港女子劍擊運動員。其胞兄林衍聰同為劍擊運動員。

## 簡歷
林衍蕙早年就讀世界龍岡學校劉皇發中學。2010年，她代表中國香港參加廣州亞運會擊劍比賽，與歐倩瑩和歐陽慧心取得女子佩劍團體賽銅牌。
2014年9月，林衍蕙代表中國香港參加南韓仁川舉行的亞運會劍擊比賽，與歐倩瑩、何笑妍和張藝馨合作贏得女子佩劍團體賽銅牌。